# Cosmoscarta pirene
Cosmoscarta pirene är en insektsart som beskrevs av Gustav Breddin 1900. Cosmoscarta pirene ingår i släktet Cosmoscarta och familjen spottstritar. Inga underarter finns listade i Catalogue of Life.